# Paris, Bolgrad
Paris (în ucraineană Веселий Кут, transliterat: Veselîi Kut, în germană Paris) este un sat în comuna Toplița din raionul Bolgrad, regiunea Odesa, Ucraina. Satul a fost locuit de germanii basarabeni.

## Demografie
Componența lingvistică a localității Paris
     Rusă (78,07%)
     Ucraineană (16,3%)
     Greacă (3,23%)
     Alte limbi (0,9%)
Conform recensământului din 2001, majoritatea populației localității Paris era vorbitoare de rusă (78,07%), existând în minoritate și vorbitori de ucraineană (16,3%), greacă (3,23%) și găgăuză (1,39%).